# Lilian Afegbai
Lilian Afegbai (11 de noviembre de 1991) es una actriz y productora nigeriana. Fue participante de Gran Hermano en África. Ganó el premio Africa Magic Viewers Choice Awards (AMVCA) a la película en idioma nativo (igbo) del año por su debut como productora en Bound (2018).

## Biografía
Afegbai nació en el estado de Edo, Nigeria. Estudió la primaria en la escuela Nuestras Damas de los Apóstoles en Benín, la secundaria en Palabra de Fe y Contabilidad en la Universidad Benson Idahosa.

## Carrera
Participó en Big Brother Africa en 2014, siendo una de las estrellas del programa ese año. Apareció en la película Road to yesterday del 2015. Realizó un cameo como ella misma en el cortometraje Pepper soup. Apareció en la serie de televisión de Mnet Do good como Venice en 2015-2016. Posteriormente coprodujo la película Dark Past. Fundó la empresa de entretenimiento EEP Entertainment. Debutó como productora con la película Bound, que contó con las celebridades Rita Dominic, Enyinna Nwigwe, Joyce Kalu y Prince Nwafor.